# Morbakka virulenta
Morbakka virulenta is een tropische kubuskwal uit de familie Carukiidae. De kwal komt uit het geslacht Morbakka. Morbakka virulenta werd in 1910 voor het eerst wetenschappelijk beschreven door Kishinouyea. 